# White Pass and Yukon Railway
White Pass and Yukon Railway (WP&Y, WP&YR, учётная марка WPY) — канадско-американская узкоколейная дорога второго класса между населёнными пунктами Уайтхорс (Юкон, Канада) и Скагуэй (Аляска, США). Общая протяжённость — 175 км.
Работы по строительству дороги начались в 1898 году. Основным предназначением её являлась доставка пассажиров до мест золотой лихорадки. Трасса проходила по сложному горному перевалу Уайт, что сильно затрудняло её строительство, которое было закончено в 1900 году.
Железная дорога закрылась после завершения золотой лихорадки, но была вновь открыта во время очередного бума добычи полезных ископаемых в окрестностях Фаро, Мейо и Клинтон-Крик. Окончательное закрытие железной дороги произошло в 1982 году.
Это изолированная линия, не соединяющаяся с какой-нибудь другой железной дорогой. Оборудование, грузы и пассажиры сначала переправляются морским путём в Скагуэй, а затем железной дорогой доставляются по назначению. Линия является подразделением компании Tri-White Corporation, а обслуживается компаниями Pacific and Arctic Railway and Navigation Company (на Аляске), British Columbia Yukon Railway Company (в Британской Колумбии) и British Yukon Railway Company, первоначально известной как British Yukon Mining, Trading and Transportation Company (Юкон), которая владеет правами на торговую марку «White Pass and Yukon Route».

## Строительство
Железная дорога появилась в результате Золотой лихорадке на Аляске в 1897 году. Самым популярным маршрутом золотоискателей к золотым приискам в Доусоне была ненадежная тропа к канадской границе из Скагуэя или Дайи, через перевалы Чилкут или Уайт-Пасс. Там старатели получали разрешение канадских властей на пересечение границы, при условии, что у них был запас продовольствия. Для большинства старателей это требовало несколько рейсов туда и обратно для транспортировки своих припасов. Нужна была система транспорта лучше, чем лошади, использовавшиеся на перевале Уайт-Пасс или люди на перевале Чилкут. Эта нужда привела к появлению первых железнодорожных проектов. В 1897 году канадское правительство получило 32 предложения о строительстве железных дорог на Юконе, но большинство из них никогда не было реализовано.
В 1897 году были основаны три отдельные компании для строительства линии, связывающей Скагуэй и Форт-Селкерк, протяженностью 325 миль. Большая часть строительства финансировалась британскими инвесторами, и этот участок был скоро закончен. Была выбрана узкая колея 3 фута (914 мм); узкая колея позволила упростить прокладку линии и сэкономила значительные средства. Но даже при таких условиях, потребовалось 450 тонн взрывчатки, чтобы достичь вершины горы Уайт-Пасс. Узкая колея требовала меньшего радиуса поворотов, облегчая задачу и позволяя следовать рельефу местности, а не расчищать дорогу взрывами.
Строительство началось в мае 1898 года, но скоро у строителей возникли трудности в переговорах с администрацией города и местным криминальным авторитетом Соапи Смитом. Президент Самуэль Х. Грейвс (1852—1911) был избран председателем комитета бдительности, целью которого было изгнание Смита и его банды. Вечером 8 июля 1898 года, Соапи Смит был убит в перестрелке с охранниками встречи комитета бдительности. Самуэль Грейвс был свидетелем перестрелки. Железная дорога помогла отрезать пути отступления банды, а остававшиеся в Скагуэе дорожные посты были закрыты.
21 июля 1898 года экскурсионный поезд перевез пассажиров на расстояние 6,4 км от Скагуэя, это был первый поезд на Аляске. 30 июля 1898 года, права и концессии трех компаний были приобретены компанией White Pass & Yukon Railway Company Limited, новой компанией из Лондона. К середине февраля 1899 года строительство достигло наивысшей точки — 879,3 м перевала Уайт-Пасс, на расстоянии 32-х км от Скагуэя. 6 июля 1899 года дорога дошла до посёлка Беннетт, Британская Колумбия. Летом 1899 года стройка продолжилась севернее, на участке Кэркросс — Уайтхорс. Уайтхорс находился на расстоянии 110 миль (177 км) к северу от Скагуэя. Строительные бригады, работавшие на сложном участке побережья озера Беннета, достигли Кэркросса в следующем году, а последний костыль был забит в полотно дороги 29 июля 1900 года, движение поездов началось 1 августа 1900 года. Однако к этому моменту золотая лихорадка пошла на спад.
Золотой костыль, который должен был знаменовать окончание строительства, был заменен обычным железным. Золотой был слишком мягким и вместо того, чтобы быть забитым, просто расплющивался.